# Licuala magalonii
Licuala magalonii är en enhjärtbladig växtart som beskrevs av A.J.Hend., N.K.Ban och N.Q.Dung. Licuala magalonii ingår i släktet Licuala och familjen Arecaceae. Inga underarter finns listade i Catalogue of Life.